# Ji Liya
Dans ce nom chinois, le nom de famille, Ji, précède le nom personnel.
Ji Liya (chinois : 吉 麗雅), née le 20 octobre 1981, est une gymnaste artistique chinoise.

## Palmarès

### Championnats du monde
- Sabae 1995
  -  médaille d'argent au concours par équipes
  -  médaille d'argent au sol

### Autres
- American Cup 1997 :
  -  3e au concours général